# رالف دنيس
رالف دنيس (بالإنجليزية: Ralph Dennis)‏ (30 ديسمبر 1931، سمتر في الولايات المتحدة - 4 يوليو 1988، أتلانتا في الولايات المتحدة)؛ روائي أمريكي.